# Día de las Fuerzas Armadas (España)

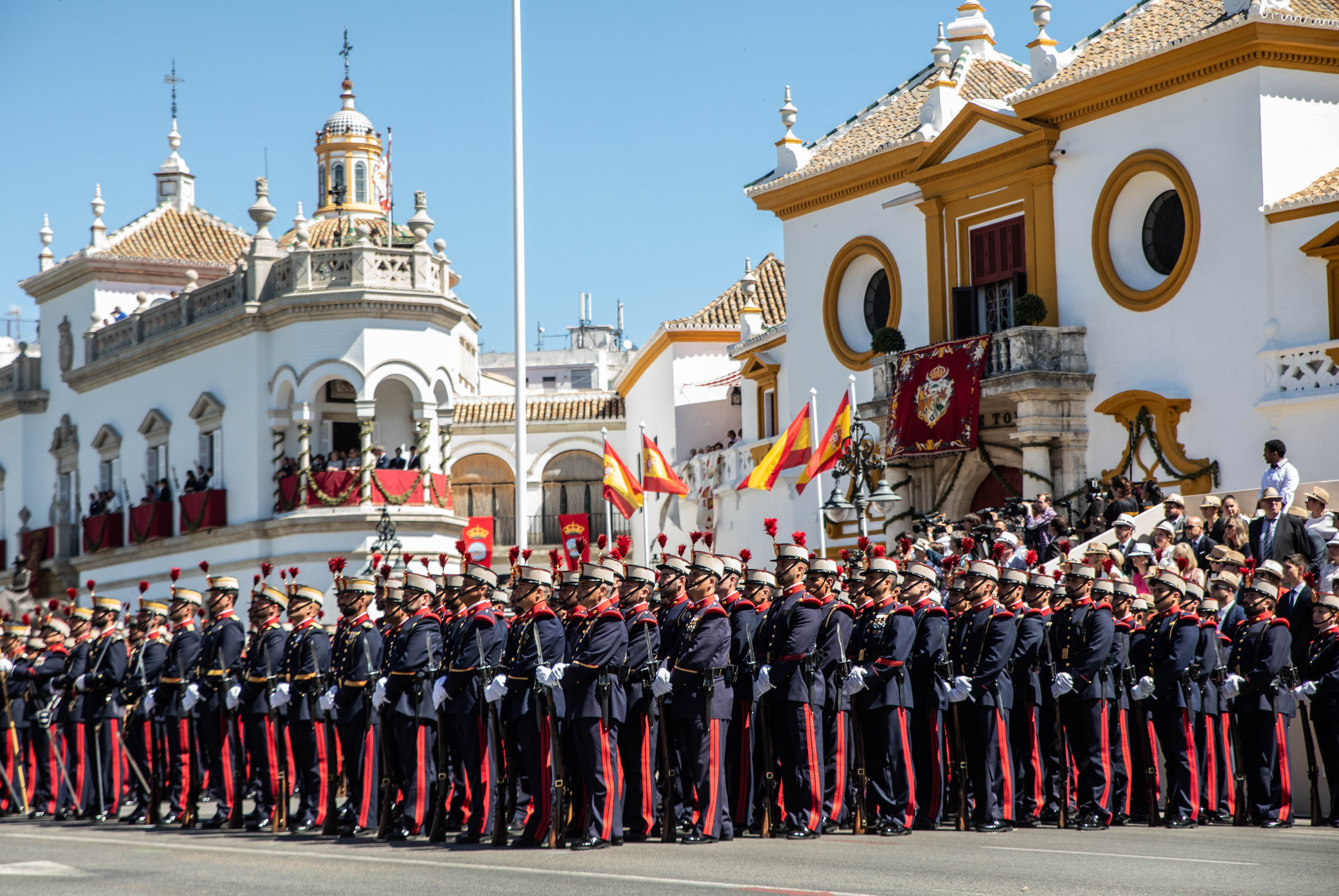
Guardia Real durante el DIFAS 2019 en la ciudad de Sevilla.

En España, el Día de las Fuerzas Armadas (DIFAS) se celebra anualmente el sábado más próximo al 30 de mayo, festividad de San Fernando (R.D. 530/1987.) No es día festivo civil ni se suele considerar fiesta nacional en sentido estricto, sino que se trata más bien de una celebración castrense con actos durante toda una semana para integrar a las Fuerzas Armadas en la sociedad y fomentar el conocimiento de las labores de defensa, rescate y humanitarias que realizan. Se realizan actos como exposiciones de material y archivo histórico, exhibiciones de operaciones militares, conciertos musicales o solemnes izados de bandera, los cuáles, están abiertos a toda la población civil que desee asistir. Aunque se realizan gran cantidad de desfiles militares de relevancia local, el componente más conocido, popular y emblemático es un acto central y desfile militar que cuenta con la presencia de SS MM los Reyes de España, el cual, durante muchos años se ha realizado en Madrid pero que podía efectuarse en cualquier otra capital con una Capitanía General (R.D. 996/1978) mientras estas existieron. Hoy en día las regiones militares con sus capitanías generales han desaparecido, sustituidas por una estructura integrada de alcance estatal. El Día de las Fuerzas Armadas vino a cubrir el vacío conmemorativo del tradicional desfile del Día de la Victoria, celebrado por última vez en 1976.

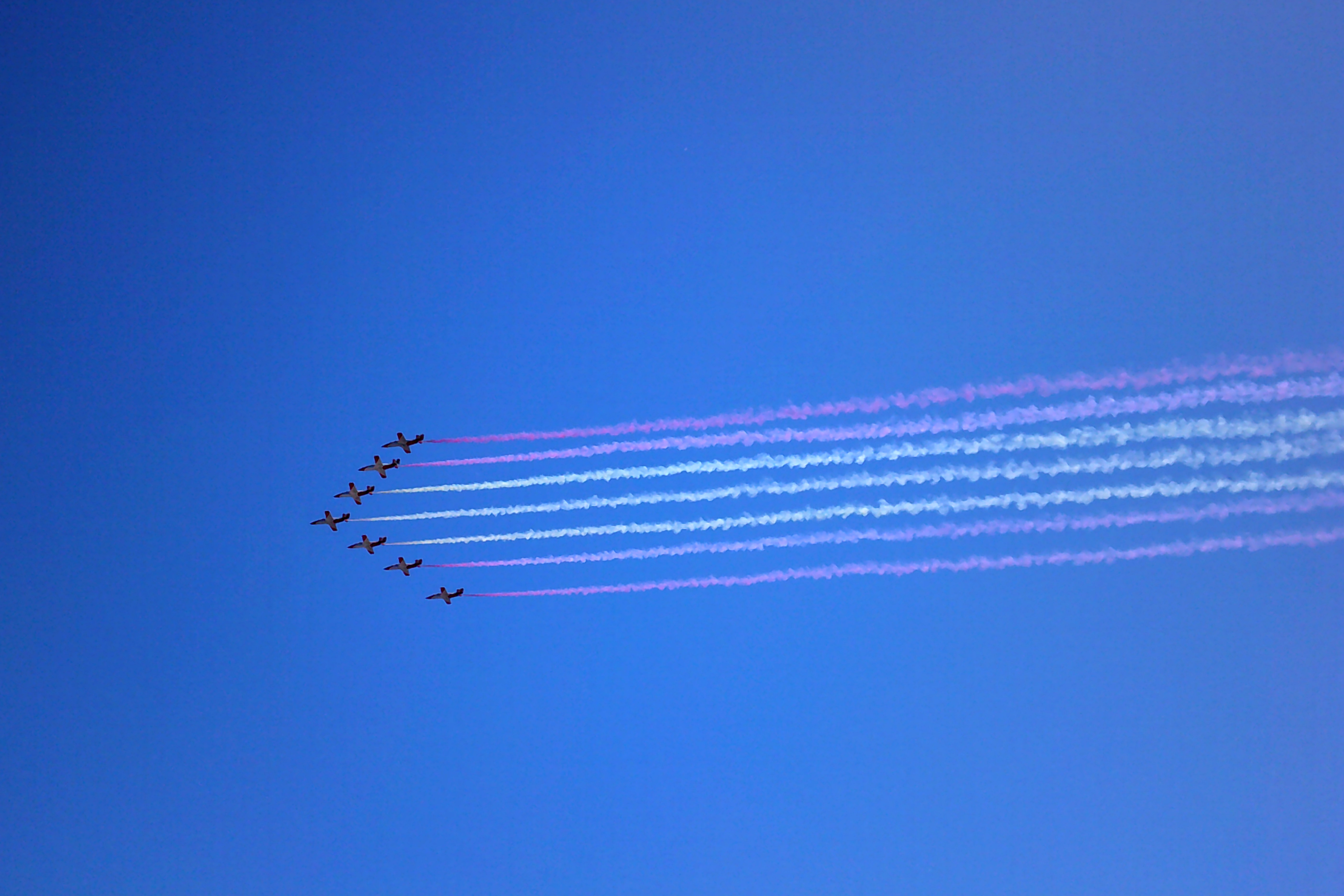
Actuación de la Patrulla Águila del Ejército del Aire y del Espacio.

Durante los últimos años, se está recuperando la tradición de desarrollar el acto central del DIFAS en distintos lugares de todo el territorio nacional para acercar estas grandes festividades castrenses a todos los ciudadanos, teniendo en cuenta que el desfile militar del Día de la Fiesta Nacional siempre se realiza en la capital.
En 1985 hubo planes para un golpe de Estado iniciado en esta festividad por parte de militares ultraderechistas, presuntamente coordinados por el comandante Sáenz de Ynestrillas. El golpe habría arrancado con un atentado terrorista a gran escala («el zambombazo») contra la tribuna de autoridades civiles y militares durante el desfile –que aquel año se celebraba en La Coruña–, del que se habría culpado a ETA, para imponer un «gobierno de salvación nacional» aprovechando la indignación y el vacío de poder ocasionados por la matanza. Los servicios secretos españoles desmantelaron discretamente esta intentona antes de que los implicados llegaran a completar la planificación, pues los militares involucrados desistieron de sus planes al hacerles saber que conocían sus intenciones y estaban bajo estrecha vigilancia.
En 1997 se trasladaron los actos más significativos del Día de las Fuerzas Armadas a la Fiesta Nacional del 12 de octubre.
Junto con el Día de las Fuerzas Armadas y el Día de la Fiesta Nacional cabe destacar, otro acto militar de gran trascendencia que se realiza el 6 de enero, donde se celebra la Pascua Militar.

## Celebración del acto central
| Año  | Día         | Población              |
| ---- | ----------- | ---------------------- |
| 1977 | 30 de mayo  | Madrid                 |
| 1978 | 29 de mayo  | Madrid                 |
| 1979 | 27 de mayo  | Sevilla                |
| 1980 | 1 de junio  | Valencia               |
| 1981 | 31 de mayo  | Barcelona              |
| 1982 | 30 de mayo  | Zaragoza               |
| 1983 | 29 de mayo  | Burgos                 |
| 1984 | 27 de mayo  | Valladolid             |
| 1985 | 2 de junio  | La Coruña              |
| 1986 | 25 de mayo  | Santa Cruz de Tenerife |
| 1987 | 13 de junio | Almería                |
| 1988 | 27 de mayo  | Cartagena              |
| 1989 | 24 de mayo  | Barcelona              |
| 1990 | 26 de mayo  | Talavera la Real       |
| 1991 | 1 de junio  | Colmenar Viejo         |
| 1992 | 28 de mayo  | Madrid                 |
| 1993 | 1 de junio  | Madrid                 |
| 1994 | 28 de mayo  | Madrid                 |
| 1995 | 4 de junio  | Madrid                 |
| 1996 | 9 de junio  | Madrid                 |
| 1998 | 4 de junio  | La Coruña              |
| 1999 | 27 de mayo  | Cartagena              |
| 2000 | 27 de mayo  | Barcelona              |
| 2001 | 2 de junio  | Alicante               |
| 2002 | 29 de mayo  | Istok                  |
| 2003 | 31 de mayo  | Santa Cruz de Tenerife |
| 2004 | 30 de mayo  | Almería                |
| 2005 | 29 de mayo  | La Coruña              |
| 2006 | 28 de mayo  | Sevilla                |
| 2007 | 2 de junio  | Gijón                  |
| 2008 | 1 de junio  | Zaragoza               |
| 2009 | 30 de mayo  | Santander              |
| 2010 | 29 de mayo  | Badajoz                |
| 2011 | 28 de mayo  | Málaga                 |
| 2012 | 2 de junio  | Valladolid             |
| 2013 | 1 de junio  | Madrid                 |
| 2014 | 8 de junio  | Madrid                 |
| 2015 | 6 de junio  | Madrid                 |
| 2016 | 28 de mayo  | Madrid                 |
| 2017 | 27 de mayo  | Guadalajara            |
| 2018 | 26 de mayo  | Logroño                |
| 2019 | 1 de junio  | Sevilla                |
| 2020 | 30 de mayo  | Huesca                 |
| 2021 | 29 de mayo  | Madrid                 |
| 2022 | 28 de mayo  | Huesca                 |
| 2023 | 3 de junio  | Granada                |
| 2024 | 25 de mayo  | Oviedo                 |
| 2025 | 7 de junio  | Santa Cruz de Tenerife |